# Druesorter
 Der er for få eller ingen kildehenvisninger i denne artikel, hvilket er et problem. Du kan hjælpe ved at angive troværdige kilder til de påstande, som fremføres i artiklen.

Der findes ikke et præcist tal på antallet af druesorter, der anvendes til vinproduktion. Denne liste omfatter nogle af de mest kendte. Vær opmærksom på, at den samme vindrue kan have forskellige navne, alt efter hvor i verden den dyrkes.

## Ædeldruer
Følgende sorter er de såkaldte "ædeldruer":
Blå sorter
- Cabernet Sauvignon Bordeaux
- Pinot noir i Bourgogne
- Syrah i Rhônedalen og i Sydaustralien (hvor den kaldes Shiraz)
- Nebbiolo i Piemonte
- Sangiovese i Toscana

Grønne sorter
- Chardonnay i Bourgogne og Champagne
- Sauvignon blanc i den øverste del af Loiredalen og i Bordeaux
- Chenin blanc Anjou
- Riesling i Tyskland, Østrig og Alsace
- Pinot gris
- Auxerrois

## De vigtigste blå druer alfabetisk
- Alicante Bouschet
- Aramon
- Barbera
- Blauer Portugieser
- Bobal
- Cabernet Franc
- Cabernet Sauvignon
- Cardinal
- Carignan
- Cereza
- Cinsaut
- Colorino
- Concord
- Corvina
- Criolla Grande
- Dolcetto
- Gamay
- Garancha Tinta
- Grenache
- Kadarka
- Malbec
- Mencia
- Merlot
- Molinara
- Monastrell
- Mourvèdre
- Nebbiolo
- Pais
- Pinot Meunier
- Pinot Noir
- Primitivo
- Rondinella
- Sangiovese
- Syrah
- Tempranillo
- Zinfandel
- Negroamaro

## De vigtigste grønne druer alfabetisk
- Airén
- Albariño
- Aligoté
- Auxerrois blanc
- Catarratto
- Chardonnay
- Chasselas
- Chenin blanc
- Colombard
- Elbling
- Fernão Pires
- Garganega
- Gewürtztraminer
- Grüner Veltliner
- Malvasia
- Melon de Bourgogne
- Müller-Thurgau
- Muscat
- Muscat blanc à Petits Grains
- Muscat d'Alexandrie
- Muscat de Hambourg
- Palomino
- Pardillo
- Pedro Giménez
- Pedro Ximénez
- Pinot blanc
- Pinot Gris
- Regina
- Riesling
- Rkatsiteli
- Sauvignon blanc
- Scheurebe
- Sémillon
- Silvaner
- Sultana
- Tokay
- Trebbiano
- Uva Palomino
- Viura
- Welschriesling

## Statistisk oversigt
| Areal (ha) | Druesort                     | Farve | Synonymer                                 | Dyrkningsområder                         | År   |
| ---------- | ---------------------------- | ----- | ----------------------------------------- | ---------------------------------------- | ---- |
| 440.000    | Sultana                      | grøn  | Thompson seedless                         | Tyrkiet, USA, Iran                       | ?    |
| 390.000    | Airén                        | grøn  | Lairén, Valdepeñas                        | Spanien                                  | 2000 |
| 250.000    | Carignan                     | blå   | Cariñena, Mazuela                         | Frankrig, Spanien                        | 1999 |
| 240.000    | Grenache noir                | blå   | Garnacha tinta, Cannonatu                 | Spanien, USA                             | 1999 |
| 223.200    | Trebbiano + Variationen      | grøn  | Ugni blanc                                | Frankrig, Italien                        | 1999 |
| 190.000    | Merlot                       | blå   | Merlot noir                               | Frankrig, Italien, Schweiz, Chile        | 2002 |
| 120.000    | Regina                       | grøn  | Regina bianca, Dattier de Beyrouth        | Italien, Tyrkiet                         | 2000 |
| 100.000    | Cabernet Sauvignon           | blå   | Bordeaux, Sauvignon Rouge                 | Frankrig, Italien                        | 2000 |
| 100.000    | Tempranillo                  | blå   | Tinta Roriz, Cencibel                     | Spanien, Portugal                        | ?    |
| 100.000    | Chardonnay                   | grøn  | Arnoison, Beaunois                        | Frankrig, USA, Tyskland                  | 2000 |
| 96.000     | Sangiovese                   | blå   | Brunello, Nielluccio                      | Italien, Frankrig                        | 1999 |
| 95.000     | Syrah                        | blå   | Shiraz, Hermitage                         | Frankrig, Spanien, Australien, Sydafrika | 2002 |
| 92.630     | Bobal                        | blå   | Bobos, Espagnol                           | Spanien                                  | 2000 |
| 85.000     | Monsastrell + Mourvèdre      | blå   | Monastrell, Moristel, Mataro              | Spanien, Frankrig                        | 1999 |
| 60.000     | Catarratto bianco comune     | grøn  | -                                         | Italien                                  | ?    |
| 60.000     | Pinot noir                   | blå   | Spätburgunder, Blå Burgunder              | Frankrig, Tyskland                       | 1999 |
| 60.000     | Riesling                     | grøn  | Rhinriesling, Donauriesling               | Tyskland, Frankrig, Australien           | 1999 |
| 54.000     | Chenin blanc                 | grøn  | Pineau de la Loire, Steen                 | Sydafrika, Frankrig                      | 1999 |
| 52.000     | País                         | blå   | Misión, Mission                           | Chile, Mexico                            | 1999 |
| 51.700     | Pardillo                     | grøn  | Cayatano, Pardilla                        | Spanien                                  | 2000 |
| 50.000     | Muskat Alexandrien           | grøn  | Muscat d'Alixandrien, Zibbibo             | Marokko, Australien                      | 1999 |
| 47.000     | Macabeo                      | grøn  | Maccabeu, Viura                           | Spanien, Frankrig                        | 1999 |
| 45.000     | Cinsaut                      | blå   | Cinsault, Otavianello                     | Frankrig, Italien                        | ?    |
| 45.000     | Muscat blanc à petits grains | grøn  | Gul Muskateller, Moscato bianco           | Frankrig, Bulgarien                      | 1999 |
| 45.000     | Sauvignon blanc              | grøn  | Blanc fumé, Fumé blanc                    | Frankrig, Chile                          | 1998 |
| 45.000     | Müller-Thurgau               | grøn  | Rivaner, Riesling-Silvaner                | Tyskland, Østrig                         | 1999 |
| 44.000     | Cabernet franc               | blå   | Bouchet, Cabernet Frank                   | Frankrig, Italien                        | ?    |
| 40.000     | Rkatsiteli                   | grøn  | Rkaziteli, Baiyu                          | Den Russiske Føderation, Kina            | 1999 |
| 40.000     | Gamay                        | blå   | Gamay noir à jus blanc, Bourguignone Noir | Frankrig, Schweiz                        | ?    |
| 38.000     | Cereza                       | blå   | Cereza italiana                           | Argentina                                | ?    |
| 35.000     | Criolla grande               | blå   | Criolla, Criolla Sanjuanina               | Argentina                                | ?    |
| 35.000     | Welschriesling               | grøn  | Riesling italico, Olaszrizling            | Rumænien, Ungarn                         | 1999 |
| 35.000     | Palomino                     | grøn  | Listán blanco, Perrum                     | Spanien, Mexico                          | 1999 |
| 35.000     | Gutedel                      | grøn  | Chasselas, Gelber Moster                  | Rumænien, Ungarn                         | 1999 |
| 34.000     | Sémillon                     | grøn  | Green Grape, Hunter River Riesling        | Frankrig, Chile                          | ?    |
| 30.000     | Kadarka                      | blå   | Blaue Ungarische, Gamza                   | Ungarn, Serbien                          | 1999 |
| 30.000     | Alicante Bouschet            | blå   | Alicante-Henri_Bouschet, Alicante nero    | Frankrig, Algeriet                       | 1999 |
| 30.000     | Concord                      | blå   | Dalmadin, Furmin noir                     | USA, Canada                              | 2000 |
| 29.600     | Colombard                    | grøn  | French Colombard, Colombar                | USA, Sydafrika                           | 2002 |
| 28.000     | Cardinal                     | blå   | Apostoliatiko, Rannii Carabournu          | Spanien, Rumænien                        | 2000 |
| 25.000     | Zinfandel                    | blå   | -                                         | USA, Mexico                              | 2002 |
| 23.600     | Fernão Pires                 | grøn  | Maria Gomes, Gaeiro                       | Portugal, Sydafrika                      | 1999 |
| 23.000     | Aligoté                      | grøn  | Alligotay, Blanc de Troyes                | Frankrig, Schweiz                        | 1999 |
| 21.000     | Pedro Ximénez                | grøn  | PX, Pedro Jiménez                         | Spanien, Australien                      | 2000 |
| 20.500     | Pedro Giménez                | grøn  | -                                         | Argentina                                | 2000 |
| 20.000     | Muscat de Hambourg           | grøn  | Muskat Hamburg, Black Hamburg             | Frankrig, Grækenland                     | 1999 |
| 18.000     | Malbec                       | blå   | Auxerrois, Côt noir                       | Argentina, Frankrig                      | 1999 |
| 17.500     | Grüner Veltliner             | grøn  | GV, Hvid gipfler                          | Østrig, Ungarn                           | 2002 |
| 17.000     | Hvid burgunder               | grøn  | Pinot bianco, Hvid Klevener               | Italien, Tyskland                        | ?    |
| 17.000     | Primitivo                    | blå   | Uva delle Pergloa, Blå Scheuchner         | Italien                                  | 1997 |
| 15.000     | Catarratto bianco lucido     | grøn  | -                                         | Italien                                  | ?    |
| 15.000     | Grå burgunder                | grøn  | Pinot gris, Pinot grigio, Ruländer        | Tyskland, Rumænien, Italien              | ?    |
| 15.000     | Aramon noir                  | blå   | Pisse-Vin, Ugni noir                      | Frankrig, Algeriet                       | 1999 |
| 15.000     | Schwarzriesling              | blå   | Müllerrebe, Pinot Meunier                 | Frankrig, Tyskland                       | 1999 |
| 15.000     | Portugieser                  | blå   | Portugalské Modré, Oporto Kék             | Tyskland, Ungarn                         | 1999 |
| 13.050     | Garganega                    | grøn  | Garganega Bianca, Garganega Biforcuta     | Italien                                  | 1998 |
| 13.000     | Melon de Bourgogne           | grøn  | Melon, Muscadet                           | Frankrig, USA                            | 1999 |
| 12.000     | Silvaner                     | grøn  | Gamay blanc, Fliegentraube                | Tyskland, Frankrig                       | 1999 |
| 11.300     | Mencia                       | blå   | Jaén du Dão, Loureiro                     | Spanien, Portugal                        | ?    |
| 10.711     | Chelva                       | blå   | Gabriela, Guarena                         | Spanien                                  | 2000 |
| 10.700     | Cayetana blanca              | grøn  | Cayetana, Calegrano                       | Spanien                                  | ?    |
| 10.400     | Parellada                    | grøn  | -                                         | Spanien                                  | 2000 |
| 10.000     | Xarell-Lo                    | grøn  | Xarello, Jaén Blanco                      | Spanien, Portugal                        | 1999 |
| 8.667      | Nuragus                      | grøn  | Abbondosa, Granazza                       | Italien (Sardinien)                      | 1999 |
| 8.000      | Gewürztraminer               | grøn  | Traminer, Gelber Traminer                 | Frankrig, USA , Tyskland                 | 1998 |